# Včela květná
Včela květná (Apis florea Fabricius, 1787), patří do skupiny druhů malých včel (Micrapis). Nemá velký hospodářský význam. V některých asijských zemích je však sbírán její med loveckým způsobem, což znamená, že včelstvo je při odebírání medu zničeno.

## Biologie

### Rozšíření
Včela květná se vyskytuje po obou březích Rudého moře a dále na východ přes Pákistán, indický subkontinent a Indočínu. Na východě je areál výskytu totožný s územím Velkých Sund.

Areál rozšíření včely květné

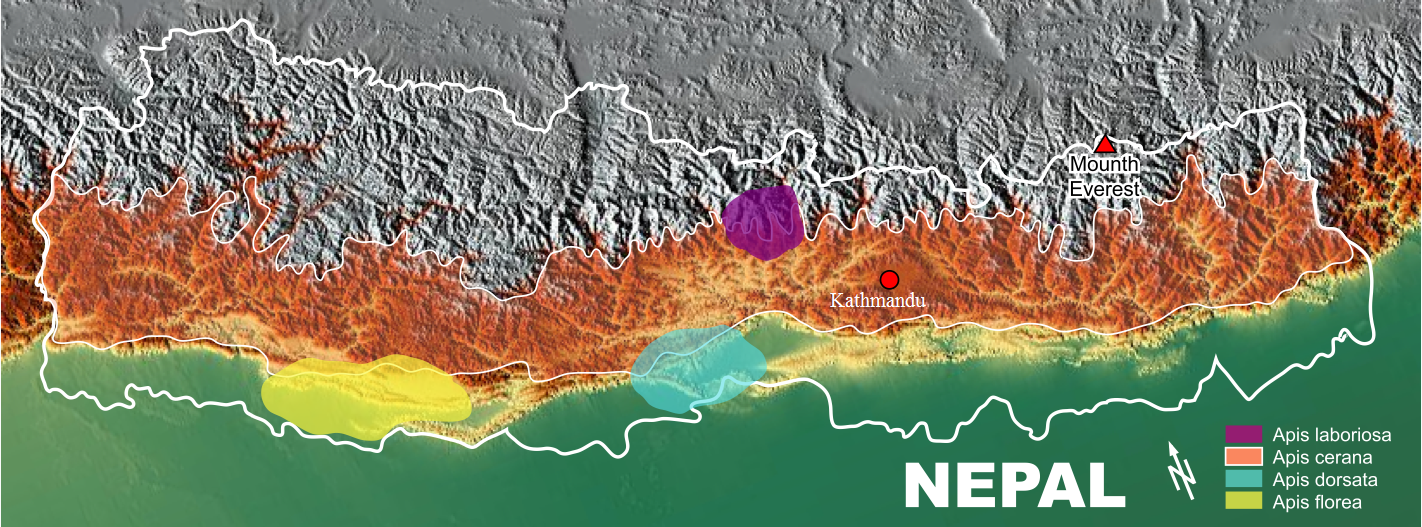
Výskyt asijských druhů včel v Himálaji

### Popis
Dělnice včely květné je drobná jen 9–10 mm dlouhá. Matka a trubec jsou nápadně větší. Tyto včely si stavějí jediný plást o ploše 2-12 dm2 nejčastěji zavěšený na větvi stromu.

### Vlastnosti

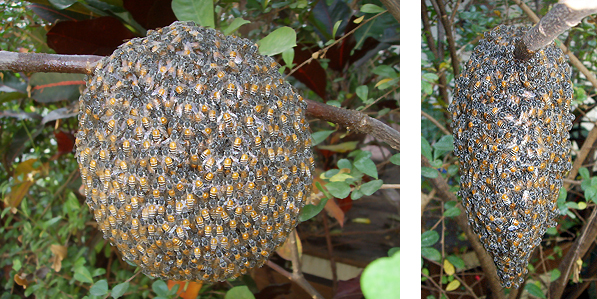
Pohled na obydlený plást včely květné v příčné a podélné ose

Včelstvo nehnízdí v dutinách, poněvadž ke komunikaci o zdrojích snůšky potřebuje vidět oblohu. Za nepříznivého počasí vytvoří dělnice ze svých těl souvislý plášť, kterým chrání plást s plodem a zásobami. Jedná se o včelu migrující v závislosti na ročním období. V teplejším období staví plást na stinných místech orientován severojižně. V chladném období roku se stěhuje na místa osluněná a plást orientuje východozápadním směrem. Přitom se migrace může odbývat v malém okruhu od 5 do 400 m. Akční rádius dělnic při sběru nektaru a pylu je asi 500 m.